# Songs of Tomorrow
Songs of Tomorrow är ett album från 2000 av producenten Richi M. På CD-skivan medföljer musikvideon till låten Lovely Lily.

## Låtförteckning
1. Meaning of Life (1.50)
2. Lovely Lily (3.10)
3. Emaho (08.00)
4. Popcorn (3.40)
5. RM. FM (1.00)
6. Space Clubbin' (6.32)
7. Here I Am (4.18)
8. Shandar (6.22)
9. Area 51 (7.44)
10. Another Day (3.30)
11. Hear Me Calling Part 1 (5.48)
12. Hear Me Calling Part 2 (6.01)
13. The Songs of Tomorrow (8.59)